# 출력
출력(出力, 영어: output)은 입력을 받아 외부로 결과를 내는 것 또는 그 결과물이다. 또는 외부에 공급하는 기계적 · 전기적 힘이나 일의 양이다. 입력의 반대말이다.
주로 아래와 같은 분야의 용어로 쓰인다.
- 전자 기기의 인터페이스의 출력 신호
- 컴퓨터의 프로그램 등의 출력 데이터
- 모터, 발전기, 엔진출력(영어판) 등 기계적, 전기적 동력의 크기
- 라디오 통신의 안테나 전력(antenna power): 무선 송신기의 출력 회로에서 안테나의 급전선계에 공급하는 공중선 전력

## 같이 보기
- 입력
- 입출력